# Совет министров Автономной Республики Крым
Совет министров Автономной Республики Крым (укр. Рада міністрів Автономної Республіки Крим, крымскотат. Qırım Muhtar Cumhuriyetiniñ Nazirler şurası, Къырым Мухтар Джумхуриетининъ Назирлер шурасы) — высший орган исполнительной власти Автономной Республики Крым — административной единицы Украины, подотчётный Верховному Совету Крыма и де-факто существовавший до марта 2014 года.
В ходе аннексии Крыма Российской Федерацией 27 февраля 2014 года было образовано пророссийское правительство автономии, 17 марта переименованное в Совет министров Республики Крым, до 18 марта функционировавший как правительство самопровозглашённого государства, а с 18 марта — как правительство субъекта Российской Федерации — Республики Крым. Украина, как и большинство мирового сообщества, не признали аннексия Крыма Россией и образованные во время него российские органы власти полуострова.

## История
Совет Министров Крымской АССР был образован 22 марта 1991 года в связи с воссозданием в составе УССР Крымской АССР, путём преобразования исполнительного комитета Крымского областного совета. Согласно закону Крымской АССР от 10 сентября 1991 года № 119-I Совет Министров формировался Верховным Советом Крымской АССР без участия центральных властей, был подотчётен Верховному Совету КрАССР и ответственен перед ним.
В 1992 году была принята Конституция Республики Крым, согласно которой высший исполнительный орган Республики стал именоваться Правительством Республики Крым и возглавлялся её президентом. Члены правительства назначались президентом по согласованию с руководством автономии. 5 октября 1994 года была принята конституционная поправка, согласно которой была введена должность Премьер-министра Крыма, назначаемого Верховным Советом по предложению председателя Верховного Совета. В дальнейшем эта Конституция была отменена (в 1995 году). Правительством Крыма высший исполнительный орган автономии именовался до 1997 года, с 3 февраля 1997 года он вновь именовался Советом министров Автономной Республики Крым, при этом с 19 июня 1996 года глава правительства назначался парламентом автономии по согласованному с президентом Украины представлению председателя Верховного Совета. Принятый в 1995 году промежуточный основной закон (Конституция АРК 1995 года) был в дальнейшем заменён Конституцией Автономной Республики Крым 1998 года, соответствующей Конституции Украины.
27 февраля 2014 года Верховный Совет Автономной Республики Крым принял решение «О выражении недоверия Совету министров АРК и прекращении его деятельности», после чего правительство Крыма было отправлено в отставку, премьер-министром Крыма по согласованию с президентом В. Ф. Януковичем был назначен Сергей Аксёнов. Новое украинское руководство это назначение и последующие действия правительства не признавало.
6 марта 2014 года Верховный Совет Автономной Республики Крым принял решение о внесении изменений в систему и структуру органов исполнительной власти. В соответствии с принятым постановлением, республиканские органы власти образовывались Верховным Советом АРК по представлению Председателя Совета министров АРК, а назначение на должности и освобождение от должностей руководителей республиканских органов власти осуществлялось крымским парламентом в порядке, предусмотренном Конституцией АРК.
В соответствии с принятым постановлением, было предусмотрено образование в системе органов исполнительной власти АРК следующих министерств:
- Министерство юстиции АРК;
- Министерство внутренних дел АРК;
- Министерство чрезвычайных ситуаций АРК;
- Министерство промышленной политики АРК;
- Министерство топлива и энергетики АРК;
- Министерство по информации и массовым коммуникациям АРК

Кроме этого, были образованы Казначейская служба АРК, Пенсионный фонд АРК и органы со специальным статусом:
- Налоговая служба АРК;
- Пенитенциарная служба АРК;
- Крымская таможня;
- Архитектурная и строительная инспекция АРК;
- Департамент охраны АРК.

Были также созданы Прокуратура АРК и Служба безопасности АРК
17 марта 2014 года, исходя из результатов общекрымского референдума и принятой 11 марта Декларации о независимости, была провозглашена независимая суверенная Республика Крым. В тот же день в соответствии с постановлением парламента Крыма «Об официальных наименованиях органов власти Республики Крым и других органов» исполнительный орган государства получил название Совет министров Республики Крым, а впоследствии стал исполнительным органом субъекта РФ — Республики Крым.

## Общие положения
Совет министров Автономной Республики Крым как орган исполнительной власти Автономной Республики Крым самостоятельно осуществлял исполнительные функции и полномочия по вопросам, отнесенным к ведению Автономной Республики Крым Конституцией Украины, Конституцией Автономной Республики Крым и законами Украины, в том числе делегированные законами Украины в соответствии с Конституцией Украины. В последнем случае для обеспечения таких полномочий республике передавались необходимые финансовые, материальные средства и объекты государственной собственности, а организация и порядок выполнения таких функций определялись Верховным Советом.
Законами Украины и принятыми на их основе и во их исполнение нормативно-правовыми актами Кабинета Министров Украины и Верховного Совета АРК:
1. определялись отдельные условия выполнения делегированных государственных исполнительных функций и полномочий, реализации общегосударственных и региональных программ;
2. координировалась деятельность по борьбе с катастрофами, стихийными бедствиями, эпидемиями и эпизоотиями, по ликвидации их последствий, природопользованию, охране окружающей природной среды, обеспечению экологической безопасности, безопасных и здоровых условий жизни населения, охране памятников истории и культуры, организации и развитию образования, науки и культуры, физической культуры и спорта, обеспечению правопорядка и общественной безопасности, осуществлению совместных проектов в регионе, а также решению других вопросов, отнесенных к компетенции исполнительных органов.

По вопросам выполнения государственных функций и полномочий Совет министров Автономной Республики Крым, Председатель Совета министров Автономной Республики Крым, его заместители, руководители соответствующих министерств и республиканских комитетов Автономной Республики Крым были подотчетны и подконтрольны Кабинету Министров Украины, а руководители местных государственных администраций — Совету министров Автономной Республики Крым.

## Назначение и освобождение от должностей членов Совета министров
Совет Министров формировался Верховным Советом Автономной Республики Крым на срок его полномочий и возглавлялся Председателем Совета министров Автономной Республики Крым.
Председатель Совета министров Автономной Республики Крым назначался на должность и освобождался от должности Верховным Советом Крыма по представлению Председателя Верховного Совета Крыма и по согласованию с Президентом Украины.
Заместители Председателя Совета министров Автономной Республики Крым, министры и председатели республиканских комитетов Автономной Республики Крым назначались на должности Верховным Советом Крыма по представлению Председателя Совета министров Автономной Республики Крым.
Верховный Совет Автономной Республики Крым мог выразить недоверие Председателю Совета министров Автономной Республики Крым или отдельным членам Совета министров Автономной Республики Крым в связи с ненадлежащим исполнением ими своих обязанностей, нарушением Конституции Украины, Конституции Автономной Республики Крым, законов Украины, нормативно-правовых актов Верховного Совета Автономной Республики Крым.

## Полномочия
Совет министров Автономной Республики Крым осуществлял исполнительные функции и полномочия по вопросам, отнесенным к самостоятельному ведению Автономной Республики Крым, а также осуществлял государственные исполнительные функции, делегированные в соответствии с Конституцией Украины, и другие функции и полномочия, предусмотренные Конституцией Украины, Конституцией Автономной Республики Крым, законами Украины, нормативно-правовыми актами Верховного Совета Автономной Республики Крым, в пределах его компетенции. В частности, Совет министров Автономной Республики Крым осуществлял исполнительные функции и полномочия, отнесенные к самостоятельному ведению Автономной Республики Крым, по вопросам:
- развития экономики;
- планирования экономического и социального развития;
- финансовой, кредитной и ценовой политики;
- промышленности;
- топливно-энергетического комплекса;
- сельского хозяйства;
- землеустройства;
- лесного хозяйства;
- водохозяйственного строительства и оросительного земледелия;
- организации и развития курортно-рекреационной сферы и туризма;
- управления санаторно-курортными и туристическими комплексами Автономной Республики Крым;
- внешнеэкономической деятельности и внешних связей;
- транспорта, связи и дорожного строительства;
- жилищно-коммунального хозяйства и благоустройства, архитектуры и градостроительства;
- торгового и бытового обслуживания населения;
- организации и развития образования, науки, культуры, искусства, охраны памятников истории и культуры;
- полиграфии и издательского дела;
- охраны окружающей природной среды;
- организации и обеспечения безопасных и здоровых условий жизни населения, организации и развития здравоохранения, физической культуры и спорта;
- труда, его оплаты, условий и охраны труда, социальным вопросам и занятости населения, социальной защиты населения;
- обеспечения законности, охраны общественного порядка и прав граждан;
- межнациональных отношений;
- молодежной политики, охраны материнства и детства;
- управления имуществом Автономной Республики Крым в порядке, определенном Верховным Советом Автономной Республики Крым;
- обеспечения взаимодействия органов исполнительной власти Автономной Республики Крым с правоохранительными органами по вопросам общественной безопасности, охраны правопорядка и соблюдения законности.

Совет министров Автономной Республики Крым осуществлял управление имуществом, находящимся на балансе правительства, учреждал печатный орган Совета министров Автономной Республики Крым, осуществлял другие полномочия, предусмотренные Конституцией Автономной Республики Крым, законами Украины, нормативно-правовыми актами Верховного Совета Автономной Республики Крым, принятыми в пределах его компетенции.
Отношения органов власти Автономной Республики Крым с предприятиями, учреждениями и организациями, находящимися в собственности Автономной Республики Крым, строились на основе их подотчетности и подконтрольности органам власти Автономной Республики Крым в пределах и формах, предусмотренных законами Украины и в соответствии с ними Конституцией Автономной Республики Крым, нормативно-правовыми актами Верховного Совета Автономной Республики Крым, принятыми в пределах его компетенции.
Отношения органов власти Автономной Республики Крым с предприятиями, учреждениями и организациями других форм собственности, а также с теми, которые не находились в её управлении, строились на договорной и налоговой основе и осуществлялись в пределах и формах, предусмотренных законодательством Украины. По вопросам, отнесенным к ведению Автономной Республики Крым, закон обязывал предприятия, учреждения и организации, не принадлежащие Автономной Республике Крым, предоставлять соответствующую информацию по требованию органов власти Автономной Республики Крым.
Совет министров Автономной Республики Крым в пределах своей компетенции имел право отменять акты министерств и республиканских комитетов Автономной Республики Крым, других подведомственных ему органов, а по вопросам выполнения государственных функций и полномочий — также акты местных государственных администраций, если они приняты с нарушением Конституции Украины, законов Украины, актов Президента Украины, постановлений Кабинета Министров Украины.
Полномочия, порядок организации и деятельности Совета министров Автономной Республики Крым определялись Конституциями Украины и АРК, законами Украины и нормативно-правовыми актами Верховного Совета Автономной Республики Крым. Совет министров Автономной Республики Крым в пределах своей компетенции издавал постановления, решения и распоряжения, обязательные к исполнению на всей территории республики.
В порядке, определяемом Верховным Советом Автономной Республики Крым, правительство Автономной Республики Крым заключало договоры и соглашения по вопросам, отнесенным к ведению Автономной Республики Крым.